# Martí Vergés
Martí Vergés, noto anche come Martín Vergés (Vidreres, 8 marzo 1934 – Viladecans, 17 febbraio 2021), è stato un calciatore spagnolo, di ruolo centrocampista.

## Carriera
Giocò per tutta la carriera nel Barcellona, con cui vinse due campionati spagnoli (1959, 1960), tre Coppe del Re (1957, 1959, 1963) e tre Coppe delle Fiere (1958, 1960, 1966).

## Palmarès

### Club

#### Competizioni nazionali
- Campionato spagnolo: 2

Barcellona: 1958-1959, 1959-1960
- Coppa di Spagna: 3

Barcellona: 1957, 1958-1959, 1962-1963

#### Competizioni internazionali
- Coppa delle Fiere: 3

Barcellona: 1955-1958, 1958-1960, 1965-1966